# Androsace zambalensis
Androsace zambalensis là một loài thực vật có hoa trong họ Anh thảo. Loài này được (Petitm.) Hand.-Mazz. mô tả khoa học đầu tiên năm 1927.